# 油杉
油杉是油杉属下的一个物种，主要分布在越南北部、香港和中国福建、广东、广西、贵州、湖南、江西、云南及浙江。种名fortunei以19世纪苏格兰园艺学家Robert Fortune的名字命名。

## 香港
油杉是香港原生植物，分佈在香港南部，如赤柱及鶴咀，數量不多。香港政府於80年代引進油杉到大欖郊野公園，是最引進的地方。

## 外部連結
1. ↑   (PDF).   [2014-01-24]. （原始内容 (PDF)存档于2014-02-01）.